# Tirat Cewi
Tirat Cewi (hebr. טירת צבי; ang. Tirat Zvi; pol. Twierdza Cwi) – kibuc położony w Samorządzie Regionu Emek ha-Majanot, w Dystrykcie Północnym, w Izraelu. Członek Ruchu Religijnych Kibuców (Ha-Kibbuc Ha-Dati).

## Położenie
Kibuc Tirat Cewi jest położony na wysokości 224 m p.p.m. w intensywnie użytkowanej rolniczo Dolinie Bet Sze’an, będącej częścią Rowu Jordanu w Dolnej Galilei. Okoliczny teren jest stosunkowo płaski, opada jednak w kierunku wschodnim w depresję rzeki Jordan. Wokół osady znajdują się liczne źródła, których wody są odprowadzane do sztucznych stawów hodowlanych. W odległości około 1,5 km na wschód od kibucu przepływa rzeka Jordan, stanowiąca granicę z Jordanią. W odległości 2 km na południe od kibucu przebiega mur bezpieczeństwa, oddzielający państwo Izrael od terytoriów Autonomii Palestyńskiej. W jego otoczeniu znajdują się kibuce Kefar Ruppin i Sede Elijjahu, oraz moszawy Sede Terumot i Tel Te’omim. Po stronie jordańskiej jest miasto Al-Maschariqa. Po stronie palestyńskiej są wioski Bardala, Kardala i Ein al-Beida, oraz osiedle żydowskie Mechola.
Tirat Cewi jest położony w Samorządzie Regionu Emek ha-Majanot, w Poddystrykcie Jezreel, w Dystrykcie Północnym Izraela.

## Demografia
Większość mieszkańców kibucu jest Żydami:

## Historia
Pierwotnie w okolicy tej istniała arabska wioska Al-Chunajzir. Została ona wysiedlona i zniszczona 20 maja 1948 roku podczas I wojny izraelsko-arabskiej. Dużo wcześniej tutejsze grunty wykupiły od arabskich mieszkańców żydowskie organizacje syjonistyczne.
Kibuc został założony 30 czerwca 1937 roku przez żydowskich imigrantów z Polski, Rumunii i Niemiec. Była to typowa osada rolnicza, z obronną palisadą i wieżą obserwacyjną. Został nazwany na cześć rabina Zvi Hirsch Kalischera, jednego z liderów ruchu Chowewej Syjon. Pierwsi osadnicy żyli w trudnych warunkach. Okoliczne bagna powodowały chorobę malarii, która szybko rozprzestrzeniała się wśród osadników. Chorowało dwie trzecie mieszkańców. Podczas arabskiego powstania (1936–1939) 28 lutego 1938 roku arabska banda usiłowała napaść na kibuc, została jednak odparta. Podczas wojny domowej w Mandacie Palestyny 16 lutego 1948 roku kibuc zaatakował oddział dowodzony przez Fauziego al-Kawukdżiego. W trakcie ciężkiej walki zginął 1 obrońca i 57 napastników. Po nieudanym ataku większość mieszkańców okolicznych wiosek uciekła, ponieważ obawiała się żydowskiej zemsty. Po wojnie kibuc przejął pola uprawne zniszczonej wioski arabskiej al-Fatur. Podczas wojny sześciodniowej w 1967 roku, kibuc przez pierwsze dwa dni znajdował się pod jordańskim ostrzałem. Uszkodzeniu uległo wówczas kilka domów. W latach 90. XX wieku kibuc przeszedł przez proces prywatyzacji, zachowując kolektywną organizację instytucji kultury, edukacji i ochrony zdrowia. Istnieją plany rozbudowy osady. W 2001 roku w pobliżu kibucu wybudowano mur bezpieczeństwa, oddzielający państwo Izrael od terytoriów Autonomii Palestyńskiej.

## Kultura i sport
W kibucu znajduje się ośrodek kultury z biblioteką, basen kąpielowy, sala sportowa z siłownią.

## Edukacja i religia
Kibuc utrzymuje przedszkole. Starsze dzieci są dowożone do szkoły podstawowej w kibucu Sde Elijahu i szkoły średniej w kibucu Newe Etan. Kibuc posiada własną synagogę i mykwę. Tirat Cvi wraz z sąsiednimi osadami Szeluchot, En ha-Naciw i Sede Elijjahu tworzy blok religijnych kibuców.

## Turystyka
W sąsiedztwie kibucu odkryto pozostałości starożytnej synagogi pochodzącej z IV wieku. Zachowała się mozaika podłogowa z wizerunkiem siedmioramiennego świecznika. Została ona odnowiona i przeniesiona do kibucu. Umieszczono ją przed wejściem do współczesnej synagogi. Dodatkową atrakcją jest zachowany fragment rzymskiej drogi.

## Gospodarka i infrastruktura
Gospodarka kibucu opiera się na intensywnym rolnictwie i sadownictwie. Uprawy polne obejmują pszenicę, bawełnę i warzywa. W sadach uprawia się winorośl, oliwki i granaty. Znajduje się tutaj największy w Izraelu gaj daktylowców (liczy około 18 tys. drzew). Na wschód i na południe od kibucu są duże stawy hodowlane ryb. Jest tu także ferma drobiu i hodowla bydła na mięso. Tutejszy zakład przetwórstwa mięsa Tiv produkuje znane w całym kraju wędliny. Zatrudnia on 220 pracowników. W kibucu jest przychodnia zdrowia z gabinetem stomatologicznym, sklep wielobranżowy i warsztat mechaniczny.

## Transport
Z kibucu wyjeżdża się na północny zachód drogą nr 6678, którą dojeżdża się do kibucu Sede Elijjahu, i dalej do kibucu En ha-Naciw oraz skrzyżowania z drogą nr 90.

## Ciekawostki
21 czerwca 1942 roku w Tirat Cewi zanotowano temperaturę +53,9 °C. Jest to rekord temperatury powietrza na kontynencie azjatyckim.